# Carl Heinrich Graun
Carl Heinrich Graun (Wahrenbrück, 7 de mayo de 1704-Berlín, 8 de agosto de 1759) fue un compositor y tenor alemán. Junto con Johann Adolph Hasse es considerado el compositor de ópera italiana más importante de su tiempo.

## Biografía
Graun nació en Wahrenbrück en Brandeburgo. Cantó en el coro de la ópera de Dresde antes de trasladarse a Brunswick, donde cantó y escribió seis óperas para compañía. Fue maestro de capilla de Federico II de Prusia (Federico el Grande) desde su ascensión al trono en 1740 hasta la muerte de Graun, diecinueve años después en Berlín.
Graun escribió un gran número de óperas. Su ópera Cleopatra e Cesare inauguró la Opera de Berlín en 1742. Otras, como Montezuma (1755), con libreto del Rey Federico. Ninguna de sus piezas suelen interpretarse en la actualidad, aunque su pasión Der Tod Jesu (La muerte de Jesús, 1755) fue ejecutada con frecuencia en Alemania muchos años después de su muerte. Otros trabajos suyos comprenden conciertos para diversos solistas tales como el oboe o el órgano y sonatas a trío.
Carl Heinrich Graun fue hermano de Johann Gottlieb Graun, también compositor.

## Óperas
| Año Composición | Obra                                 | Lugar estreno              | Fecha estreno         |
| --------------- | ------------------------------------ | -------------------------- | --------------------- |
|                 | Sancio und Sinilde                   | Brunswick                  | 1727, 3 de febrero    |
|                 | Polydorus                            | Brunswick                  | 1726/1728, verano     |
|                 | Iphigenia in Aulis                   | Brunswick                  | 1731                  |
|                 | Scipio Africanus                     | Wolfenbüttel               | 1732, verano          |
|                 | Lo specchio della fedeltà (Timareta) | Brunswick                  | 1733, 13 de junio     |
|                 | Pharao Tubaetes                      | Brunswick                  | 1735, febrero         |
|                 | Rodelinda, regina de' langobardi     | Potsdam                    | 1741, 13 de diciembre |
|                 | Venere e Cupido                      | Potsdam                    | 1742, 6 de enero      |
|                 | Cesare e Cleopatra                   | Berlín (Opera de la Corte) | 1742, 7 de diciembre  |
|                 | Artaserse                            | Berlín (Opera de la Corte) | 1743, 2 de diciembre  |
|                 | Catone in Utica                      | Berlín (Opera de la Corte) | 1744, 24 de enero     |
|                 | La festa Imeneo                      | Berlín (Opera de la Corte) | 1744, 18 de julio     |
|                 | Lucio Papirio                        | Berlín (Opera de la Corte) | 1745, 4 de enero      |
|                 | Adriano in Siria                     | Berlín (Opera de la Corte) | 1746, 7 de enero      |
|                 | Demofoonte, rè di Tracia             | Berlín (Opera de la Corte) | 1746, 17 de enero     |
|                 | Caio Fabricio                        | Berlín (Opera de la Corte) | 1746, 2 de diciembre  |
|                 | Le feste galanti                     | Berlín (Opera de la Corte) | 1747, 6 de abril      |
|                 | Il rè pastore                        | Charlottenburg             | 1747, 4 de agosto     |
|                 | L'Europa galante                     | Palacio Monbijou           | 1748, 27 de marzo     |
|                 | Galatea ed Acide                     | Potsdam                    | 1748, 11 de julio     |
|                 | Ifigenie in Aulide                   | Berlín (Opera de la Corte) | 1748, 13 de diciembre |
|                 | Angelica e Medoro                    | Berlín (Opera de la Corte) | 1749, 27 de marzo     |
|                 | Coriolano                            | Berlín (Opera de la Corte) | 1749, 19 de diciembre |
|                 | Fetonte                              | Berlín (Opera de la Corte) | 1750, 29 de marzo     |
|                 | Il Mitridate                         | Berlín (Opera de la Corte) | 1750, 18 de diciembre |
|                 | L'Armida                             | Berlín (Opera de la Corte) | 1751, 27 de marzo.    |
|                 | Britannico                           | Berlín (Opera de la Corte) | 1751, 17 de diciembre |
|                 | L'Orfeo                              | Berlín (Opera de la Corte) | 1752, 27 de marzo     |
|                 | Il giudizio di Paride                | Charlottenburg             | 1752, 25 de junio     |
|                 | Silla                                | Berlín (Opera de la Corte) | 1753, 27 de marzo     |
|                 | Il trionfo della fedeltà             | Charlottenburg             | 1753, agosto          |
|                 | Semiramide                           | Berlín (Opera de la Corte) | 1754, 27 de marzo     |
|                 | Montezuma                            | Berlín (Opera de la Corte) | 1755, 6 de enero      |
|                 | Ezio                                 | Berlín (Opera de la Corte) | 1755, 1 de abril      |
|                 | I fratelli nemici                    | Berlín (Opera de la Corte) | 1756, 9 de enero      |
|                 | La Merope                            | Berlín (Opera de la Corte) | 1756, 27 de marzo     |